# Cercartetus lepidus
El pósum pigmeo pequeño o pósum pigmeo de Tasmania (Cercartetus lepidus) es el pósum más pequeño de Australia. 
Habita en Tasmania, en la cuenca Murray-Darling de Australia Meridional, Victoria y en Kangaroo Island (Australia Meridional). 
El pósum pigmeo pequeño es una especie arborícola con una cola prensil, que vive en bosques esclerófilos.